# Storia del liceo delle scienze umane
Il liceo di scienze umane in Italia è nato nel 2010, ma la sua storia affonda le radici nell'800.

## Durante il Regno d'Italia

### Dal 1788/1844 scuole elementari chiamate scuole normali per insegnanti di scuole elementari ed asili
Prima del 1788 le insegnanti non erano formate, era di tipo casalingo familiare, non esisteva l'obbligo scolastico, solo alcuni frequentavano la scuola elementare e le lezioni erano improntate su nozioni semplici da dare ai bambini. Dal 1788 al 1844 ad opera dell'Imperatrice Maria Teresa d'Austria e con il metodo chiamato normale del pedagogista Felbiger le insegnanti avevano solo la scuola elementare chiamata per il suo metodo scuola normale, la prima a Milano essa durava 6 anni ma non tutti arrivavano alla fine, arrivava alla fine solo chi voleva insegnare nelle scuole elementari e negli asili aportiani. Ferrante Aporti creò gli asili aportiani nel 1828 (1 solo maschile e 1 solo femminile fino al 1853 quando divenne promiscuo). Tali asili servivano come "parcheggio" per i genitori che lavoravano nelle campagne. Nel 1834 nelle scuole elementari si passa dal latino all' italiano ad opera del re Carlo Alberto di Savoia. All'epoca vigeva la suddivisione: di sesso maschile e femminile, l'educazione era perlopiù di tipo religiosa cristiano cattolica (preti e suore), e classista divisione laica tra ceti sociali aristocratici e poveri. 
Nascita delle Scuole di Metodo (le prime scuole medie) per insegnanti di scuole elementari e d'asilo 1844/1845
Nascita delle scuole di metodo provinciali pubbliche (scuole medie) 1845/1855 e delle scuole magistrali private 1850/1855, entrambe, per insegnanti di scuole elementari e d'asili aportiani
Nel 1845 ad opera della regina Maria Teresa d'Asburgo Lorena nacquero 2 tipi di scuole di metodo, ben distinte e separate: la scuola superiore di metodo pubblica per i professori di scuole medie, superiori e universitarie; e le scuole di metodo provinciali pubbliche scuole medie per i maestri/e di scuola elementare e d'asili aportiani:
1. la Scuola Superiore di Metodo pubblica nasce maschile dal 1845/1933. La Scuola Superiore di Metodo anche femminile dal 1875/1933. La Scuola Superiore di Metodo promiscua dal 1923/1933. Essa è nata come perfezionamento universitario in tutte le materie, per insegnanti (professori) di scuole medie, superiori e universitarie. Essa era inizialmente in tutte le Facoltà Universitarie dal 1845 fino al 1862 e veniva frequentata dopo un qualsiasi Diploma di Laurea, compreso il Diploma Universitario in Pedagogia di 3 anni, nato invece nel 1882 (nel 1923 divenne Diploma di Laurea in Pedagogia di 4 anni). Per tutti, la Scuola Superiore di Metodo aveva una durata di 8 mesi. La prima Scuola Superiore di Metodo è nata c/o l'Università di Torino nel 1845/1862 e non aveva ancora una Facoltà Universitaria ben precisa, difatti, era in tutte le Facoltà di appartenenza del proprio corso di Diploma di Laurea frequentato. Nel 1862/1923 la Scuola Superiore di Metodo maschile trova collocazione c/o l'Istituto Superiore di Magistero maschile che racchiudeva tanti corsi di Diploma di Laurea letterarie e umanistiche, dopodiché, nel 1875/1923 la Scuola Superiore di Metodo femminile trova collocazione anche c/o l'Istituto Superiore di Magistero femminile che aveva tanti corsi di Diploma di Laurea letterari ed umanistici. Nel 1923 fino al 1933 la Scuola Superiore di Metodo divenne promiscua e trova collocazione c/o l'Istituto Superiore di Magistero promiscuo che aveva tanti corsi di Diploma di Laurea letterari ed umanistici. Nel 1936 l'Istituto Superiore di Magistero fu trasformata in Facoltà di Magistero, ma la Scuola Superiore di Metodo promiscua era già stata repressa nel 1933. Le materie della Scuola Superiore di Metodo erano: lezioni di metodica pedagogica dell'insegnamento e nomenclatura, lezioni di didattica della materia, religione e storia sacra, aritmetica (dal sistema di numerazione, alle proporzioni con l'appendice del sistema metrico decimale), lezioni di geometria, geografia e storia. La Scuola Superiore di Metodo talvolta viene confusa con la nascita delle Scuole di Metodo Provinciali (specie di scuole medie) per insegnanti (maestri/e) di scuole elementari e d'asilo ma, sono due cose ben distinte e separate.
2. La Scuola di Metodo Provinciale pubblica nata nel 1845/1855 (1 maschile per maestri preti e laici poveri e ricchi e 1 femminile per maestre suore e laiche ricche, dal 1850/1855 solo per maestre laiche povere) nata come una specie di scuola media era un corso estivo ed aveva una durata di due mesi e mezzo a cui si aveva accesso dopo i 4 anni di elementari, per la formazione di insegnanti maestri/e di scuola elementare ed anche per gli insegnanti maestri di asili aportiani. Le materie erano: didattica, metodo pedagogico per insegnare il modo di tenere la disciplina, istruzioni per insegnare le tecniche del leggere, scrivere e far di conto.

Nel 1848 la Legge Boncompagni normalizzava la Scuola di Metodo provinciale, portandola a tre anni; ciò tuttavia avveniva nei grandi centri ma non nelle zone rurali. Nel 1849 Domenico Berti impartiva lezioni pubbliche di Scuola di Metodo Provinciale alle ragazze laiche povere nelle zone rurali. Nel 1850 fu aggiunto una Scuola Magistrale privata (specie di scuola media) per suore e laiche ricche per maestre di scuole elementari e d'asili aportiani. Date le continue richieste di ragazze che desideravano frequentare tale scuola, il Ministro dell'istruzione Alfonso La Marmora, con una circolare del 17 luglio 1851, ne istituiva la completa triennalizzazione sia per le Scuole di Metodo Provinciali pubbliche, sia per le Scuole Magistrali private, in vigore dal 1852 fino al 1855.

### Riforma Cibrario 1855/1896 corso di metodo per insegnanti d'asilo e scuola magistrale inferiore e superiore per insegnanti di scuola elementare
Nel 1855 con Cibrario le scuole di metodo provinciali furono represse e la loro posto:
1. corso di metodo pubblico ed 1 scuola magistrale privata (entrambe specie di scuole medie dal 1855 fino al 1896) (1 maschile ed 1 femminile) per insegnanti d'asilo, durata 4 mesi;
2. scuola magistrale inferiore pubblica (specie di scuola media dal 1855 fino al 1858) (1 maschile ed 1 femminile) per insegnanti di 1 e 2 scuola elementare, durata 6 mesi;
3. scuola magistrale superiore pubblica (specie di scuola media dal 1855 fino al 1858) (1 maschile ed 1 femminile) per insegnanti di 3 e 4 scuola elementare, durara 8 mesi.

### Riforma Lanza 1858 e Casati 1859-1896 la scuola normale per insegnanti di scuola elementare
Durante il Risorgimento, in uno scenario nel quale si vanno ancora formando e definendo nuove classi sociali, viene promulgata la legge inerente al sistema scolastico: Lanza con la legge 22 giugno 1858, n. 2878, soppresse le scuole magistrali inferiori e superiori (pari a scuole medie) e fondo le scuole normali maschili di 2 anni inferiore e di tre anni superiore (specie di scuola media) e le scuole normali femminili di 2 anni inferiore e di tre anni superiore (specie di scuola media), allo scopo di formare insegnanti per la scuola elementare. 
L'anno successivo fu promulgata la Legge Casati (13 novembre 1859, n. 3725), detta anche Magna Charta, alla cui stesura collaborò anche Angelo Fava, e il cui art. 4 creava le scuole elementari della durata di 4 anni, dei quali solo i primi due obbligatori. Tale legge mantenne lo stesso sistema scolastico di Lanza quindi istituì sul territorio (decreti del 15, 19 e 22 settembre 1860) anche le scuole normali (specie di scuola media) (R.D. 4151 del 1860), per la formazione dei maestri e delle maestre elementari, sul modello franco-prussiano. Le scuole normali pubbliche erano 18 in tutto il territorio nazionale, nove maschili e nove femminili, alle quali era consentito l'accesso al compimento del 15º anno per le femmine e al 16º per i maschi. Il corso di studi durava due anni per i maestri/e dei primi due anni di scuola elementare, con il conseguimento del patentino di maestro di grado inferiore (1ª e 2ª elementare); durava invece tre anni per i maestri di scuola elementare (di 3ª e 4ª elementare) con il patentino di maestri/e di grado superiore.
Le materie d'insegnamento nelle Scuole normali (R.D. 4151 del 1860, capo V, art. 358) erano: lingua ed elementi di letteratura nazionale; elementi di geografia generale; geografia e storia nazionale; aritmetica e contabilità; elementi di geometria; nozioni elementari di storia naturale, di fisica e di chimica; norme elementari d'igiene; disegno lineare e calligrafia; pedagogia. Nelle scuole normali per le maestre fu aggiunto l'insegnamento di attività ritenute proprie del genere femminile (i cosiddetti "lavori donneschi"). Nelle scuole normali maschili per i maestri poteva essere aggiunto un corso elementare d'agricoltura e un corso di nozioni generali sui diritti e doveri dei cittadini in relazione allo Statuto, alla legge elettorale ed all'amministrazione pubblica. La Legge Casati annesse inoltre i convitti dal 1861 alle scuole normali femminili e alle scuole normali maschili: tali istituzioni avevano il compito di preparare i giovani alla gestione del potere, senza tuttavia dimenticare l'assistenza agli studenti bisognosi e meritevoli.

## Nascita delle Scuole Superiori 1896

### Riforme Gianturco del 1896/1923 la scuola normale per insegnanti di scuola elementare, del 1896/1911 i corsi di metodo per insegnanti d'asilo e del 1911/1923 le scuole magistrali per insegnanti d'asilo
Le scuole normali ed i corsi di metodo furono equiparate alle scuole medie fino al 1896.
La Legge Gianturco del 1896 istitui le scuole complementari triennali e le scuole tecniche triennali (pari a scuole medie), così, la scuola normale triennale per insegnanti di scuola elementare e il corso di metodo triennale per insegnanti d'asilo divennero scuole superiori. 
Nel 1904 con la legge Orlando la scuola elementare non era più maschile o femminile bensì divenne promiscua. 
Dal 1909 anche le scuole medie: scuola complementare, scuola tecnica ed il ginnasio non erano più maschile e femminile ma divennero promiscue
nel 1909 anche le scuole superiori: scuola normale, corso di metodo e scuola magistrale non erano più femminile o maschile ma divennero promiscue.
La scuola normale dal 1896 al 1923 per insegnanti di scuola elementare diventò una scuola superiore triennale maschile e femminile (legge 12 luglio 1896, n. 293), (divenne promiscua dal 1909) e veniva frequentata dopo la scuola complementare o tecnica (entrambe scuole medie dal 1896 al 1923) e veniva finalmente abolita la patente inferiore; mentre il R.D. 19 ottobre 1897, n. 460 approvava le modifiche ai programmi per le scuole normali del Regno. 
Anche i corsi di metodo triennali dal 1896 al 1911 per insegnanti d'asilo divennero scuole superiori maschile e femminile (promiscua dal 1909), e veniva frequentata dopo le scuole complementari triennali o più raramente scuole tecniche triennali (entrambe scuole medie, dal 1896 al 1911). Nel 1911 inoltre Luigi Credaro non represse le scuole complementari e tecniche promiscue entrambe scuole medie ma aveva previsto al loro posto il ginnasio di 5 anni (pari a scuola media) (promiscuo) che nel 1913 torno ad essere di 4 anni. il ginnasio veniva frequentato solo per chi doveva frequentare dopo le scuole magistrali pubbliche (scuole superiori) e promiscue per insegnare negli asili, fino al 1923. Difatti, nel 1911, soppresse anche i corsi di metodo (scuole superiori) e al loro posto nacquero le scuole magistrali pubbliche (scuole superiori) biennali promiscue fino al 1923. Con questa si diventava maestra giardiniera rifacendosi ai giardini d'infanzia froebeliani del 1888.
Nel 1900 furono soppressi anche gli asili aportiani (nati nel 1828), che lasciarono il posto alle scuole di grado preparatorio 1923, ai giardini d'infanzia di Froebel 1888, poi ai metodi speciali che durano tutt'oggi sia nelle scuole d'infanzia sia nelle scuole primarie (ex elementari): a nave scuole materne delle sorelle Agazzi 1889, alla casa del Bambino di Montessori 1907, e alla scuola rinnovata di Pizzigoni 1910, a cui si affianca la scuola materna statale dal 1968 al 2004 e la scuola d'infanzia dal 2004 ad oggi.

## Inizio del Fascismo

### Riforma Gentile 1923-1940 l'istituto magistrale superiore per insegnanti di scuole elementari e la scuola magistrali per insegnanti d'asilo

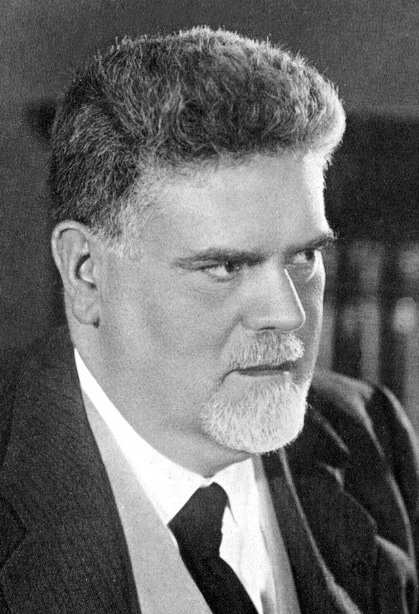
Giovanni Gentile, ministro della pubblica istruzione del Regno d'Italia dal 1922 al 1924

L'Istituto Magistrale Superiore (scuola superiore) fu introdotto con la Legge Gentile durante la fase iniziale del fascismo (R.D. 6 maggio 1923, n. 1054); le scuole normali promiscue furono represse. Si tornò a scuole divise per sesso maschile e femminile, e cambiarono le scuole medie e superiori.
Era suddiviso in due corsi:
L'Istituto Magistrale Inferiore (scuola media) maschile e femminile, quadriennale, a cui si accedeva dopo la scuola elementare, e l'Istituto Magistrale Superiore maschile e femminile (scuola superiore) 1923/1040, triennale, a cui si accedeva dopo l'Istituto Magistrale Inferiore (scuola media), per insegnanti di scuola elementare. 
Era previsto un esame di ammissione (dopo l'esame di licenza elementare) per iscriversi al primo anno dell'Istituto Magistrale inferiore (scuola media). Il diploma che rilasciava l'Istituto Magistrale Superiore (scuola superiore), oltre all'abilitazione all'insegnamento delle scuole elementari, consentiva, l'iscrizione all'Istituto Superiore di Magistero (che dal 1923 diventa promiscuo) dal 1923/1936 poi Facoltà di Magistero dal 1936 al 1995, soprattutto, ai corsi di Diploma di Laurea in Pedagogia quadriennale che dal 1938 al 1992 divennero Diploma di Laurea in Pedagogia quadriennale con indirizzi specifici: L 72 in pedagogia o filosofia, L 73 in pedagogia, L 108 in filosofia e da L 224 a L 244 in pedagogia o filosofia con vari indirizzi. 
L'Istituto Magistrale Superiore per gli insegnanti di scuola elementare fu pensato per essere contemporaneamente una scuola formativa e professionale. In linea con i principi della riforma Gentile, era dominato dalle materie umanistiche e non prevedeva né il tirocinio né l'insegnamento della pedagogia, che fu accorpata alla filosofia fino al 1992.

La creazione di questo corso di studi, assolutamente innovativo per l'epoca, rispondeva alle esigenze della nuova scuola elementare quinquennale (anch'essa istituita con la riforma Gentile), considerata come base dell'intero sistema scolastico italiano, e che quindi richiedeva una classe di maestri più preparati dei precedenti. Indire
| Istituto magistrale inferiore (1923 - 1940) | I  | II | III | IV |
| ------------------------------------------- | -- | -- | --- | -- |
| Italiano                                    | 8  | 4  | 4   | 4  |
| Latino                                      | -  | 6  | 6   | 6  |
| Lingua straniera                            | -  | 4  | 4   | 4  |
| Storia e geografia                          | 4  | 2  | 2   | 2  |
| Matematica                                  | 3  | 2  | 2   | 2  |
| Musica e canto corale                       | 2  | 2  | 2   | 2  |
| Studio di uno strumento musicale            | 2  | 2  | 2   | 2  |
| Disegno                                     | 3  | 2  | 2   | 2  |
| Totale delle ore settimanali                | 22 | 24 | 24  | 24 |

| Istituto magistrale superiore (1923 - 1940) | I  | II | III |
| ------------------------------------------- | -- | -- | --- |
| Lettere italiane                            | 4  | 5  | 4   |
| Lettere latine                              | 5  | 4  | 4   |
| Filosofia e pedagogia                       | 4  | 5  | 6   |
| Storia                                      | 3  | 4  | 4   |
| Matematica e fisica                         | 3  | 4  | 4   |
| Scienze naturali                            | 3  | 2  | 3   |
| Musica e canto corale                       | 2  | 1  | 1   |
| Studio di uno strumento musicale            | 2  | 2  | 2   |
| Disegno                                     | 2  | 1  | 1   |
| Totale delle ore settimanali                | 28 | 28 | 29  |

Stessa cosa per ciò che concerne le già esistenti scuole magistrali 1923/1940 (scuole superiori) maschile e femminile per insegnanti d'asilo (o di scuola di grado preparatorio) col titolo di maestra giardiniera (si rifaceva ai giardini d'infanzia di Froebel del 1888): 
dal 1923 al 1940 si frequentava il ginnasio di 4 anni (scuola media) dopo la scuola elementare, e le scuole magistrali (scuole superiori) di 2 anni fino al 1928 e di 3 anni dal 1929 al 1940.
Dal 1929 al 1940 cambiarono anche i programmi delle scuole magistrali (scuole superiori) che furono: lingua e letteratura italiana, pedagogia, storia e geografia, matematica, computistica e scienze naturali, igiene e puericultura, religione, musica e canto corale, economia domestica e lavori donneschi, plastica e disegno, tirocinio e conferenze sul tirocinio. Era però prevista l'esistenza di un giardino d'infanzia all'interno degli edifici istituiti (R.D. 6 maggio 1923, n. 1054, art. 57), che ospitavano le varie scuole.
Nel 1929 furono annessi anche gli educandati all'istituto magistrale superiore che era un'istituzione per l'educazione delle ragazze all' educazione religiosa.tenuto da religiose che davano vitto alloggio ed educazione religiosa.

### Fine del Fascismo Riforma Bottai 1940-1943 liceo magistrale per insegnanti di scuola elementare e istituto femminile per insegnanti d'asilo
La Carta della scuola fu varata nel 1940 ma, per via della seconda guerra mondiale, le scuole continuarono fino al 1943 con la riforma gentiliana, sebbene alcune seguirono la Riforma Bottai.
Nel 1940 Giuseppe Bottai emanò la Carta della Scuola, con cui si istituì la scuola media unificata triennale ancora maschile e femminile (legge 889/1940), così: l'Istituto magistrale inferiore perse il primo quadriennio (scuola media) e fu trasformato in una scuola media unificata triennale maschile e femminile ed il triennio istituto magistrale superiore (scuola superiore) per insegnanti di scuola elementare venne trasformato in un corso unico quinquennale (Liceo Magistrale 1940/43, scuola superiore) maschile e femminile per insegnanti di scuola elementare. Le lezioni erano perlopiù pratiche e furono previste e attuate anche escursioni e visite guidate in campagna. L'ultimo anno di corso era più che altro di tirocinio. L'Istituto dava accesso alla Facoltà di Magistero soprattutto al corso di Diploma di Laurea in Pedagogia e alla Facoltà di Economia e Commercio.
Per quanto riguarda il quadro orario dell'Istituto Magistrale quinquennale dal 1940 al 1943, le materie distribuite nei cinque anni erano religione, lingua e letteratura italiana, lingua e letteratura latina, filosofia e pedagogia, psicologia, storia e geografia, matematica, fisica, scienze naturali, igiene, musica e canto corale, educazione fisica (solo per maschi), lavoro, agraria, esercitazioni didattiche, tirocinio al quinto anno.
Anche la scuola magistrale triennale per insegnanti d'asilo (scuola superiore) ora era trasformata in Istituto femminile 1940/43 triennale (scuola superiore) per insegnanti d'asilo e veniva svolta dopo la scuola media triennale femminile. Le materie erano lingua e letteratura italiana, pedagogia, storia e geografia, matematica, computistica e scienze naturali, igiene e puericultura, religione, musica e canto corale, economia domestica e lavori donneschi, plastica e disegno, tirocinio e conferenze sul tirocinio, con libero accesso solo alla Facoltà di Magistero soprattutto al corso di Diploma di Laurea in Pedagogia.

## Durante la Formazione della Repubblica Italiana

### Riforma Carlo Alberto Biggini 1943/44 liceo magistrale per insegnanti di scuola elementare e istituto femminile per insegnanti d'asilo
Carlo Alberto Biggini nel 1943/44 modificò l'ordinamento della Scuola media, che venne soppressa e sostituita da tre classi di ginnasio (scuola media) maschile e femminile, dopo le quali si poteva accedere: al liceo magistrale ('scuola superiore)' quinquennale maschile e femminile per insegnanti di scuole elementari, e all' istituto femminile (scuola superiore) triennale per insegnanti d'asilo. L'ordinanza ministeriale del 18 giugno 1944 modificò l'ordinamento degli studi medi, richiamandosi alla Legge Gentile.

### Riforma Arangio Ruiz 1945/1951 istituto magistrale per insegnanti di scuola elementare e istituto femminile per insegnanti d'asilo
Nel 1945/1951 furono create dal ministro Vincenzo Arangio-Ruiz dopo i 3 anni di ginnasio (scuola media) maschile e femminile si poteva accedere: o ai 4 anni istituto magistrale (scuola superiore) maschile e femminile per insegnanti di scuola elementare, o ai 3 anni di istituto femminile (scuola superiore) per insegnanti d'asilo.
cambiarono solo le materie tra il 1945 e il 1951 dell'istituto magistrale 4 anni e furono le seguenti:
| Istituto Magistrale (1943-1951)       | I  | II | III | IV |
| ------------------------------------- | -- | -- | --- | -- |
| Lingua e letteratura italiana         | 4  | 4  | 4   | 5  |
| Lingua e letteratura latina           | 1  | 2  | 2   | 1  |
| Lingua e letteratura straniera        | 4  | 4  | 4   | 4  |
| Storia                                | 3  | 3  | 3   | 3  |
| Geografia                             | 1  |    |     |    |
| Filosofia e pedagogia                 |    | 4  | 4   | 4  |
| Scienze naturali, chimica e geografia |    | 2  | 2   | 2  |
| Matematica e fisica                   | 4  | 3  | 4   | 4  |
| Disegno                               | 1  | 1  | 1   | 1  |
| Musica e canto corale                 | 1  | 1  | 1   | 1  |
| Educazione fisica                     | 2  | 2  | 2   | 2  |
| Religione                             | 1  | 2  | 2   | 1  |
| Totale delle ore settimanali          | 22 | 28 | 29  | 28 |

## Post repubblica italiana

### Riforma Segni 1952-1998 istituto magistrale per insegnanti di scuola elementare e scuola magistrale per insegnanti d'asilo
Con la caduta del fascismo la scuola non opera più discriminazioni razziste (ariani ed ebrei); anche la suddivisione delle scuole in maschili e femminili è superata si ritorna alle scuole promiscue.

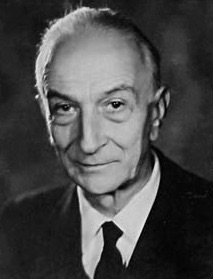
Antonio Segni, Ministro della pubblica istruzione dal 1951 al 1953

Il D.M. 1º dicembre 1952, tabella D, art. 1 (e art. 2, tab. H) sancisce: «Il Ministro dell'Istruzione Segni, con il Ministro del Tesoro Pella, sanciscono gli orari e gli obblighi d'insegnamento negli istituti magistrali e nelle scuole magistrali con effetto dal 1952-53. Registrato alla Corte dei Conti, addì 5 gennaio 1953, Registro nº 1 foglio nº 85».
Si divide in due periodi:
- dal 1952 fino al 1963 le scuole medie erano detti ginnasi promiscui di tre anni a cui seguivano le seguenti scuole superiori promiscue: l'Istituto Magistrale promiscuo per insegnanti di scuola elementare prevede 4 anni, e le scuole magistrali promiscua 3 anni per le insegnanti d'asilo.

- dal 1963 al 1998 la riforma scolastica prevede: le scuole medie di 3 anni (ad opera di Luigi Gui) promiscue a cui seguivano le seguenti scuole superiori: l'Istituto Magistrale promiscuo 4 anni per insegnanti di scuola elementare, e le scuole magistrali promiscue 3 anni per le insegnanti d'asilo (dal 1968 scuola materna).

L'orario e le materie definitive dell'istituto magistrale quadriennale per insegnanti di scuola elementare, entrò in vigore nel 1952-1953 e tale rimase fino al 1998, con il seguente quadro orario. (v. programmi Indire):
| Istituto magistrale (1952 - 1998)     | I  | II | III | IV |
| ------------------------------------- | -- | -- | --- | -- |
| Italiano                              | 4  | 4  | 4   | 4  |
| Latino                                | 5  | 3  | 4   | 3  |
| Lingua straniera                      | 4  | 4  | -   | -  |
| Storia, educazione civica e geografia | 4  | 4  | 4   | 3  |
| Matematica e fisica                   | 4  | 3  | 4   | 4  |
| Canto corale                          | 1  | 1  | 1   | 1  |
| Filosofia e pedagogia                 | -  | 3  | 3   | 4  |
| Psicologia                            | -  | 1  | 1   | -  |
| Scienze naturali, chimica e geografia | 3  | 3  | 3   | 3  |
| Disegno                               | 2  | 2  | 2   | 2  |
| Esercitazioni didattiche              | -  | -  | 2   | 4  |
| Educazione fisica                     | 2  | 2  | 3   | 3  |
| Religione o attività alternativa      | 1  | 2  | 2   | 1  |
| Totale delle ore settimanali          | 30 | 32 | 33  | 32 |

Per la Scuola Magistrale triennale per insegnanti di asilo/scuola materna per bambini di 4/6 anni (dal 1952-1953 fino al 1998) l'orario e le materie definitive, invece,erano: 
lingua e letteratura italiana, pedagogia, storia e geografia, matematica, scienze naturali, igiene e puericultura, religione, musica, economia domestica, disegno e tirocinio.
L'asilo cambia nome in scuola materna statale dal 1968. 
Dall'anno scolastico (1952-1998): con i quattro anni di frequenza dell'Istituto Magistrale (scuola superiore) per insegnanti di scuola elementare, facoltativo, si aveva l'accesso diretto all'Istituto Orientale oppure alla Facoltà di Magistero (diploma universitario triennale in vigilatrice d'infanzia, per dirigere e vigilare le scuole materne ed elementari, oggi equiparato all'infermiere pediatrico laureato L SNT/01, e il Diploma di Laurea quadriennale D.L. L 073 in Pedagogia, per dirigere gli istituti scolastici di ogni ordine e grado, per fare gli ispettori di scuole materne ed elementari e per dirigere le istituzioni educative, inoltre laurea in Lettere – Lingue e Letterature Straniere e all'Istituto Superiore di Educazione Fisica) invece per chi aveva frequentato i tre anni di scuola magistrale poteva fare un anno di Istituto magistrale ed iscriversi poi agli stessi corsi di laurea degli insegnanti degli insegnanti di scuola elementare. 

### Riforma F.Sullo e M.F. Aggradi 5º anno integrativo dell'istituto magistrale per chi voleva prendere altre Facoltà universitarie (1969-1989)
Nel 1969 (art. 1 della legge 11 dicembre 1969, n. 910, in materia di Provvedimenti urgenti per l'Università, pubblicata nella Gazzetta Ufficiale n. 314 del 13 dicembre 1969, e D.M. 13 dicembre 1969), con la liberalizzazione dell'accesso all'università, fu statuita (Bollettino Ufficiale della P.I. nº 2 dell'8 gennaio 1970, pp. 21–24 e 45-45, Ministro della pubblica istruzione Mario Ferrari Aggradi e F. Sullo, Governo Rumor II) l'a quinquennalizzazione degli istituti magistrali' (scuole superiori) con l'introduzione di un 5º anno di corso, chiamato anno integrativo promiscuo ad indirizzo giuridico o scientifico, da frequentare dopo i 4 anni di Istituto magistrale per insegnanti di scuola elementare. Le materie erano: italiano, filosofia, storia, diritto, matematica, scienze biologiche, psicologia, pedagogia, geografia e disegno, per gli studenti dell'Istituto Magistrale che intendevano iscriversi ad altre Facoltà, ad eccezione della Facoltà di Lettere e Filosofia. Fu inoltre confermata la possibilità di accedere alla Facoltà di Magistero corso di Diploma di Laurea quadriennale in pedagogia L 073 o all'Istituto Orientale dopo il quarto anno di corso oppure dopo il quinto.
Questa opportunità fu data anche alle insegnanti di scuola materna che hanno frequentato la Scuola Magistrale triennale e che, volendo continuare, potevano frequentare il quarto anno di Istituto magistrale e poi eventualmente iscriversi alla Facoltà di Magistero soprattutto al corso di diploma di Laurea in Pedagogia L 073, o all'Istituto Orientale oppure, dopo aver fatto il quarto anno di Istituto magistrale, fare l'anno integrativo (quinto anno) e poi accedere ad altra Facoltà oppure alla stessa Facoltà di Magistero soprattutto al corso di Diploma di Laurea quadriennale in Pedagogia L 073.
La legge 11 aprile 1953, n. 312, pubblicata nella Gazzetta Ufficiale dell'8 maggio 1953, n. 105, sancì la libera inclusione di nuovi insegnamenti complementari negli statuti delle Università e degli Istituti d'istruzione superiore.
Nel 1973/74 i decreti delegati prevedevano la possibilità degli insegnanti di scuole materne ed infanzia di corsi di diplomi di laurea per l'insegnamento che però inizio a concretizzarsi solo con la legge del 1990 includendo anche i nidi d'infanzia.

## Nascita dei Licei 1989

### Sperimentazioni liceali promiscue degli anni novanta (1989-1999)

#### Contesto storico
I licei autonomi quinquennali psico socio pedagogici nacquero nel (1989/91 nel periodo del Ministro dell'Istruzione Sergio Mattarella), e nel 1990 si delineò il progetto di laurea per l'insegnamento nei Nidi d'infanzia, nella Scuola dell'Infanzia e nella Scuola Primaria. 
^ liceo autonomo psicopedagogico 5 anni (1989/91 S.Mattarella)
Nel 1991 vennero soppressi i licei autonomi e attivati i licei sperimentali tutti quinquennali: 
1. Liceo della circolare ministeriale pedagogico sociale (1991/2010 a nome di Dario Cillo).
2. Licei socio psico pedagogico (1992-2010 progetto Brocca).
3. Liceo delle scienze sociali (1998-2010 riforma Berlinguer).
4. Liceo delle scienze della formazione (1999/2010 riforma Berlinguer).

i licei dal 1989 al 1998-2002, sono coestistiti insieme alle scuole magistrali triennali per insegnare alle scuole materne (fino al 1998) e agli Istituti magistrali quadriennali per insegnare alle scuole elementari (fino al 1998) e all' anno integrativo 5 anni istituto magistrale fino al 2002. 
Questi permettevano l'insegnamento (fino al 2002), dopodiché, o con il liceo si svolge il lavoro di ausiliario: aiuto educatore sociopedagogico o aiuto assistente sociale oppure solo l'accesso a qualunque Facoltà Universitaria e a qualunque corso di Diploma di Laurea, soprattutto il diploma 4 anni di laurea in Scienze dell'educazione L 083 con tre indirizzi dal 1992 al 1999, per l'insegnamento nelle nidi d'infanzia, sezione primavera dal 2006, scuole d'infanzia e scuole primarie. 

### Nascita dei primi corsi universitari per insegnanti di scuola d'infanzia e di scuola primaria 1998 e di educatori di nidi d'infanzia 1999
I primi corsi di Laurea 3 anni in educatore nido per insegnanti di nido d'infanzia dal 1999, e 4 anni in scienze della formazione primaria per gli insegnanti di scuole d'infanzia e scuole primarie dal 1998, c/o la Facoltà di Scienze della formazione dal 1995, delle Università italiane
'Nel 1995 furono sopprese le Facoltà di Magistero e nacque al suo posto la Facoltà di Scienze della Formazione fino al 2010 quando cambio nome in Dipartimento di Studi Umanistici. All'Interno della Facoltà di Scienze della Formazione si potevano frequentare i corsi di Diplomi Laurea per l'insegnamento: dal 1998 al 2001/2002 il Corso di Diploma di Laurea quadriennale in Scienze della Formazione Primaria che dal 2003 abilita all' insegnamento nelle Scuole dell'Infanzia e nelle Scuole Primarie, mentre, il corso di Laurea triennale di Scienze dell'Educazione indirizzo educatore sociale C18 nasce nel 1999 al 2003 per insegnare nei nidi d'infanzia.'
Mentre dal 1996 al 1999 si poteva frequentare il corso di Diploma di Laurea quadriennale in scienze dell'educazione (ex corso di Laurea 4 anni in pedagogia) con tre indirizzi: 
1. Insegnante di Scienze dell'educazione (alle scuole superiori).
2. Educatore professionale (erroneamente chiamati ma son pedagogisti).
3. Formatore continuo (per adulti).

#### Sperimentazione pedagogico-sociale
| Sperimentazione pedagogico-sociale (1991 - 2010) | Biennio | Biennio | Triennio | Triennio | Triennio |
| Sperimentazione pedagogico-sociale (1991 - 2010) | I       | II      | III      | IV       | V        |
| ------------------------------------------------ | ------- | ------- | -------- | -------- | -------- |
| Lingua e letteratura italiana                    | 5       | 5       | 4        | 4        | 4        |
| Lingua e letteratura latina                      | 4       | 3       | 3        | 3        | 2        |
| Lingua e letteratura                             | 3       | 3       | 3        | 3        | 3        |
| Storia e Geografia                               | 3       | 3       | -        | -        | -        |
| Storia                                           | -       | -       | 3        | 2        | 3        |
| Filosofia                                        | -       | -       | 3        | 2        | 3        |
| Pedagogia                                        | -       | -       | 3        | 2        | 3        |
| Scienze dell'educazione                          | 3       | 3       | -        | -        | -        |
| Psicologia                                       | -       | -       | 2        | 2        | 3        |
| Metodologia ed esercitazioni didattiche          | -       | -       | -        | 2        | 2        |
| Diritto ed economia                              | 2       | 2       | -        | -        | -        |
| Matematica ed Informatica                        | 4       | 4       | -        | -        | -        |
| Matematica                                       | -       | -       | 3        | 3        | 3        |
| Fisica                                           | 2       | 2       | 2        | 2        | 2        |
| Biologia, chimica e scienze della terra          | 3       | 3       | 2        | 2        | 2        |
| Educazione musicale                              | 2       | 2       | 2        | 2        | -        |
| Disegno e linguaggio artistico visivo            | 2       | 2       | -        | -        | -        |
| Disegno e storia dell'arte                       | -       | -       | 2        | 2        | 2        |
| Educazione fisica                                | 2       | 2       | 2        | 2        | 2        |
| Religione cattolica o attività alternative       | 1       | 1       | 1        | 1        | 1        |
| Totale delle ore settimanali                     | 35      | 35      | 35       | 35       | 35       |

#### Sperimentazione Brocca socio-psico-pedagogica
| Sperimentazione Brocca socio-psico-pedagogica (1992 - 2010) | Biennio | Biennio | Triennio | Triennio | Triennio |
| Sperimentazione Brocca socio-psico-pedagogica (1992 - 2010) | I       | II      | III      | IV       | V        |
| ----------------------------------------------------------- | ------- | ------- | -------- | -------- | -------- |
| Lingua e letteratura italiana                               | 5       | 5       | 4        | 4        | 4        |
| Latino e letteratura latina                                 | 4       | 4       | 3        | 3        | 2        |
| Lingua e letteratura straniera                              | 3       | 3       | 3        | 3        | 3        |
| Storia                                                      | 2       | 2       | 2        | 2        | 3        |
| Geografia                                                   | 2       | 2       | -        | -        | -        |
| Filosofia                                                   | -       | -       | 3        | 3        | 3        |
| Pedagogia                                                   | -       | -       | 3        | 3        | 3        |
| Metodologia della ricerca socio-psico-pedagogica            | -       | -       | -        | -        | 2        |
| Psicologia, sociologia e statistica                         | 4       | 4       | -        | -        | -        |
| Psicologia                                                  | -       | -       | 2        | 2        | -        |
| Sociologia                                                  | -       | -       | 2        | 2        | -        |
| Diritto ed economia                                         | 2       | 2       | -        | -        | -        |
| Diritto e Legislazione sociale                              | -       | -       | -        | -        | 3        |
| Matematica ed Informatica                                   | 4       | 4       | 3        | 3        | 3        |
| Fisica                                                      | -       | -       | -        | 4        | -        |
| Scienze della Terra                                         | 3       | -       | -        | -        | -        |
| Biologia                                                    | -       | 3       | -        | -        | 3        |
| Chimica                                                     | -       | -       | 4        | -        | -        |
| Storia dell'arte o musica                                   | 2       | 2       | 2        | 2        | 2        |
| Educazione fisica                                           | 2       | 2       | 2        | 2        | 2        |
| Religione cattolica o attività alternative                  | 1       | 1       | 1        | 1        | 1        |
| Totale delle ore settimanali                                | 34      | 34      | 34       | 34       | 34       |

#### Sperimentazione scienze della formazione
| Sperimentazione scienze della formazione (1999 - 2010) | Biennio | Biennio | Triennio | Triennio | Triennio |
| Sperimentazione scienze della formazione (1999 - 2010) | I       | II      | III      | IV       | V        |
| ------------------------------------------------------ | ------- | ------- | -------- | -------- | -------- |
| Lingua e letteratura italiana                          | 6       | 6       | 6        | 6        | 6        |
| Lingua e letteratura latina                            | 3       | 3       | 2        | 2        | 2        |
| Lingualetteratura straniera                            | 3       | 3       | 3        | 3        | 3        |
| Storia                                                 | 3 (1)   | 3 (1)   | 3        | 3        | 3        |
| Filosofia                                              | -       | -       | 3        | 3        | 3        |
| Scienze dell'educazione e della formazione             | 4       | 4       | 5 (1)    | 5 (1)    | 5 (1)    |
| Diritto ed economia                                    | 2 (1)   | 2 (1)   | -        | -        | -        |
| Matematica                                             | 3       | 3       | 3        | 3        | 3        |
| Fisica                                                 | -       | -       | 2 (1)    | 2 (1)    | 2 (1)    |
| Scienze della Terra                                    | 2       | 2       | 2 (1)    | 2 (1)    | 2 (1)    |
| Linguaggi non verbali e multimediali                   | 2 (1)   | 2 (1)   | -        | -        | -        |
| Laboratorio di chimica-fisica                          | 1       | 1       | -        | -        | -        |
| Laboratori                                             | 2       | 2       | 2        | 2        | 2        |
| Educazione fisica                                      | 2       | 2       | 2        | 2        | 2        |
| Religione cattolica o attività alternative             | 1       | 1       | 1        | 1        | 1        |
| Totale delle ore settimanali                           | 32      | 32      | 32       | 32       | 32       |

#### Sperimentazione scienze sociali
| Sperimentazione scienze sociali (1998 - 2010) | Biennio | Biennio | Triennio | Triennio | Triennio |
| Sperimentazione scienze sociali (1998 - 2010) | I       | II      | III      | IV       | V        |
| --------------------------------------------- | ------- | ------- | -------- | -------- | -------- |
| Lingua e letteratura italiana                 | 4       | 4       | 4        | 4        | 4        |
| Lingua e letteratura inglese                  | 2       | 2       | 3        | 3        | 3        |
| Lingua e letteratura straniera                | 3       | 3       | 2        | 2        | 2        |
| Storia                                        | 3       | 3       | 3        | 3        | 3        |
| Filosofia                                     | -       | -       | 3        | 3        | 3        |
| Scienze sociali                               | 5       | 5       | 6        | 6        | 6        |
| Diritto ed economia                           | 2       | 2       | 2        | 2        | 2        |
| Matematica                                    | 4       | 4       | 3        | 3        | 3        |
| Scienze della Terra                           | 2       | 2       | 1        | 1        | 1        |
| Linguaggi non verbali e multimediali          | 2       | 2       | -        | -        | -        |
| Educazione fisica                             | 2       | 2       | 2        | 2        | 2        |
| Religione cattolica o attività alternative    | 1       | 1       | 1        | 1        | 1        |
| Totale delle ore settimanali                  | 30      | 30      | 30       | 30       | 30       |

### Dalla Riforma Berlinguer del 1999 alla Riforma Moratti 2004-2009
Eliminate la Scuola Magistrale e l'Istituto Magistrale (1998), gli anni integrativi e i licei autonomi, proseguirono solo i Licei sperimentali di cinque anni.
Le sperimentazioni più comuni dei Licei della riforma Berlinguer erano la prosecuzione della sperimentazione liceo pedagogico-sociale (1991-2010) (prevista dalla circolare ministeriale 27/1991), e della sperimentazione liceo socio-psico-pedagogica (prevista dal progetto Brocca, 1992-2010), e le nuove: sperimentazione liceo delle scienze sociali (1998-2010), e del liceo delle scienze della formazione (1999-2010).
Tutte tendevano a trasformare l'ex-Istituto Magistrale e l'ex-Scuola Magistrale in veri e propri licei di durata quinquennale, caratterizzati però dallo studio delle scienze umane (psicologia, sociologia, e così via). La pedagogia veniva valorizzata e scorporata dalla filosofia dal 1992. Il titolo rilasciato equivaleva a quello dell'Istituto Magistrale, ma si otteneva solo al quinto anno.
Dal 2003 la legge sulla "primina" per bambini nati a metà anno che frequentano la scuola primaria a 5 anni le loro insegnanti sono le laureate Magistrali in Scienze della formazione primaria.
Dal 2004 con la Riforma Moratti il termine Scuola Materna viene sostituito da Scuola dell'Infanzia, e il termine Scuola Elementare è sostituito da Scuola Primaria, nel 2006 nascevano le sezioni primavera, mentre, dal 2010 il termine Asilo nido viene sostituito da Nido d'Infanzia.
Nelle facoltà di Scienze della Formazione 1995/2010 si potevano seguire i corsi di Laurea: 1. nel 1999 con la riforma Berlinguer il corso di Diploma di Laurea quadriennale in Scienze della Formazione Primaria diventa una Laurea Specialistica a ciclo unico quinquennale L19-S primaria e L 19-SI infanzia, successivamente nel 2004 con la riforma Moratti diventa una Laurea Magistrale a ciclo unico quinquennale in Scienze della Formazione Primaria LM 85 BIS senza indirizzi, valida sia per l'insegnamento nella scuola primaria sia per la scuola d'infanzia. 2. Parimenti, la ex Laurea triennale in scienze dell'educazione indirizzo educatore sociale C 18 del 1999, diventa nel 2004 una laurea triennale L 19 in educatore socio pedagogico per insegnare nei nidi d'infanzia.

### Dalla Riforma Gelmini 2010 alla Riforma Fedeli 2017 in poi
Dal 2010 ad oggi con la riforma Gelmini il liceo delle scienze umane di indirizzo generale ed il liceo delle scienze umane economico sociale (opzione) durano entrambi 5 anni. Con essa sono state soppresse le Facoltà di Scienze della Formazione e al loro posto sono subentrati i Dipartimenti di Studi Umanistici con all'interno corsi di:
Laurea triennali L 19 in educatore socio pedagogico dal 2004/05 ad oggi, per adulti.
Laurea Triennali L 19 in educatore nido d'infanzia dal 2019/20 ad oggi, per insegnare nei nidi d'infanzia e nelle sezioni primavera, la buona scuola Min Stefania Giannini 3 marzo 2015 e Min. Valeria Fedeli D.Lgs 65/17.
Laurea Magistrale LM 85 BIS quinquennale a ciclo unico in Scienze della Formazione Primaria dal 2004/05 ad oggi per insegnare nelle scuole d'infanzia e nelle scuole primarie con la riforma Fedeli Il diplomato del liceo delle scienze umane indirizzo generale o indirizzo opzione economico sociale dal 2019/20 ha anche la possibilità di proseguire gli studi presso il Dipartimento di Studi Umanistici per diventare educatore d'infanzia nei nidi d'infanzia e sezioni primavera dopo aver frequentato il nuovo corso di laurea triennale L19 in educatore d'infanzia o proseguire facendo il passaggio direttamente al 3º anno della laurea magistrale LM 85 Bis in scienze della formazione primaria e proseguendo con il 4º e 5º anno della Laurea Magistrale di Scienze della Formazione Primaria LM 85 BIS per un totale di 6 anni, così, da diventare: sia educatore dei nido d'infanzia e della sezione primavera, sia formatore primario di scuola d'infanzia e di scuola primaria, coprendo i bambini dai zero ai 10 anni. Anche chi sceglie la laurea magistrale a ciclo unico quinquennale in Scienze della Formazione Primaria LM 85 BIS può con un ulteriore anno (quindi in totale 6 anni), prendere la laurea triennale in Educatore Nido d'infanzia e può insegnare oltre nelle scuole d'infanzia e nelle scuole primarie anche nei nidi d'infanzia e nelle sezioni primavera. Con la Legge 55/24 del Presidente Mattarella le lauree triennali in educatore professionale socio pedagogico L 19 e dei nidi d'infanzia L 19, per l'insegnamento nei nidi d'infanzia e nelle sezioni primavera diviene Laurea Abilitante con iscrizione all'Albo dell'Ordine dei Pedagogisti e degli educatori professionali socio pedagogici.

## Valore abilitante del diploma magistrale
I diplomi di scuola o istituto magistrale, ivi compresi quelli conseguiti a seguito della frequenza di corsi sperimentali, purché conseguiti entro l'anno scolastico 2001/2002 o a seguito di percorsi iniziati entro l'anno scolastico 1997/1998, devono ritenersi a tutti gli effetti pienamente abilitanti all'insegnamento nella Scuola primaria e dell'infanzia. Il decreto del Presidente della Repubblica del 25 marzo 2014, a seguito di ricorso straordinario, ha dichiarato infatti illegittimo il D.M. n. 62 del 2011, nella parte in cui non parifica ai docenti abilitati coloro che abbiano conseguito entro l'anno 2001-2002 la cosiddetta abilitazione magistrale, inserendoli nella III fascia della graduatoria di istituto e non nella II fascia. Il 16 aprile 2015 il Consiglio di Stato in sede giurisdizionale (Sezione VI) ha chiarito non esservi dubbio alcuno che i diplomati magistrali con il titolo conseguito entro l'anno scolastico 2001/2002, al momento della trasformazione delle graduatorie da permanenti ad esaurimento, fossero già in possesso del titolo abilitante. Il fatto che tale abilitazione sia stata riconosciuta soltanto nel 2014, a seguito della pronuncia del Consiglio di Stato, non può impedire che tale riconoscimento abbia effetti ai fini dell'inserimento nelle graduatorie ad esaurimento riservate ai docenti abilitati in quanto tali. Molti diplomati magistrali sono stati inseriti nelle graduatorie ad esaurimento a pieno titolo o con riserva in seguito a sentenze del Consiglio di Stato o del Giudice del Lavoro, altri sono in attesa dell'esito dei ricorsi. Alcuni hanno partecipato al Piano di assunzione straordinario ottenendo il ruolo.
Il diploma di istituto magistrale se conseguito entro l'anno scolastico 2001/2002 è da ritenersi, inoltre, titolo assimilato alla laurea in Scienze della Formazione Primaria ai sensi dell'art. 12 della Direttiva 2005/36/CE e riconosciuto quale qualifica professionale completa all'insegnamento nelle Scuole dell'infanzia e primaria negli Stati membri dell'Unione Europea, come da decisione della Commissione Europea del 31 gennaio 2014 in relazione alla Petizione al Parlamento Europeo n. 567/2011.
I diplomati in Scienze umane con indirizzo tradizionale e opzione, sono al V livello dell'EQF o QEQ, livelli dell'Unione Europea per tutti i diplomati di scuole secondarie superiori o di II grado.
Ai laureati della triennale in Scienze dell'educazione e formazione ex C18 e nuovo ordinamento L19 (Educatore nido, Insegnanti degli asili nido e Sezioni primavera) spetta il titolo di Dottore Educatore Nido, ai sensi dell'art. 13, comma 7, del D.M. 270/04 (riforma Moratti); come peraltro stabilito anche dalla legge n. 240 del 2010 (Riforma Gelmini).
Ai laureati dei Corsi di Laurea Magistrali in Scienze della Formazione Primaria LM 85 BIS senza indirizzi per le scuole d'infanzia e per le scuole primarie a ciclo unico quinquennale e per i laureati della ex specialistica in Scienze della Formazione Primaria quinquennale LS 19 S e LS 19 SI e (indirizzi insegnanti nella Scuola d'infanzia e insegnanti nella scuola primaria) e ai ex Laureati quadriennali in Scienze della Formazione Primaria insegnanti di scuola d'infanzia e di primaria, spetta il titolo di Dottore Magistrale Formatore d'Infanzia e Primaria, ai sensi dell'art. 13, comma 7 del D.M. 270/04 (riforma Moratti); come peraltro stabilito anche dalla legge n. 240 del 2010 (Riforma Gelmini).
Il diplomato del liceo delle scienze umane indirizzo generale o indirizzo opzione economico sociale dal 2019/20 ha anche la possibilità di proseguire gli studi presso il Dipartimento di Studi Umanistici per diventare educatore d'infanzia nei nidi d'infanzia e sezioni primavera dopo aver frequentato il nuovo corso di laurea triennale L19 in educatore d'infanzia o proseguire facendo il passaggio direttamente al 3º anno della laurea magistrale LM 85 Bis in scienze della formazione primaria e proseguendo con il 4º e 5º anno della Laurea Magistrale di Scienze della Formazione Primaria LM 85 BIS per un totale di 6 anni, così, da diventare: sia educatore dei nido d'infanzia e della sezione primavera, sia formatore primario di scuola d'infanzia e di scuola primaria, coprendo i bambini dai zero ai 10 anni. Anche chi sceglie la laurea magistrale a ciclo unico quinquennale in Scienze della Formazione Primaria LM 85 BIS può con un ulteriore anno (quindi in totale 6 anni), prendere la laurea triennale in Educatore Nido d'infanzia e può insegnare oltre nelle scuole d'infanzia e nelle scuole primarie anche nei nidi d'infanzia e nelle sezioni primavera.